# لويد ماير
لويد ماير (بالإنجليزية: Lloyd Mayer)‏ هو مدرس أمريكي، ولد في 21 يونيو 1952 في ذا برونكس في الولايات المتحدة، وتوفي في 5 سبتمبر 2013 في نيويورك في الولايات المتحدة.